# 田中千齢
田中 千齢（たなか ？）は幕末の佐渡奉行所地役人。佐渡田中家13代。

## 経歴
天保6年（1835年）田中葵園の三男として生まれた。幼名は小三郎（固三郎）、初名は千里。弘化2年（1845年）死去した父の遺言状では、養家の当てもなく、他業も務まりそうにないので、仙田平蔵を頼ってその菩提寺沢根専得寺で出家するよう命じられている。
嘉永2年（1849年）学問所見習、嘉永3年（1850年）金蔵役、次いで米蔵役。安政2年（1855年）長兄田中千秋の跡を継いで六太郎と改称し、銀山番所役、銅稼掛、穿鑿掛等を歴任し、慶応2年（1866年）32歳で死去した。法名は深諦院善誉剛堂居士。

## 遺稿
- 「甲斐源氏田中家譜草稿」（文久元年（1861年））[6]
- 「見聞雑抄」[7]

## 親族
- 父：田中葵園
- 母：かつ（酒匂多左衛門娘）[8]
  - 義兄：田中千秋（秋太郎）[9]
  - 兄：藤木実斎（茂次郎）
  - 妹：繁子（志津[10]、植野祐之助妻、天保9年（1838年） - 安政6年（1859年）[11]）
- 子：田中美暢